# Fabien Boko
 Fabien Boko Matondo  (né à Feshi le 2 octobre en 1969) est un homme politique de la République démocratique du Congo et député national, élu de la circonscription de Feshi dans la province de Kwango,,,.

## Biographie
L'honorable Fabien Boko est né à Feshi le 2 octobre 1969, élu député national dans la circonscription électorale de Feshi dans la province de Kwango, il est membre du parti politique Palu